# Tonalapa, Ixtacamaxtitlán
Tonalapa är en ort i Mexiko.   Den ligger i kommunen Ixtacamaxtitlán och delstaten Puebla, i den sydöstra delen av landet, 140 km öster om huvudstaden Mexico City. Tonalapa ligger 2 790 meter över havet och antalet invånare är 537.
Terrängen runt Tonalapa är lite bergig. Runt Tonalapa är det ganska tätbefolkat, med 70 invånare per kvadratkilometer. Närmaste större samhälle är Libres, 13,8 km sydost om Tonalapa. I omgivningarna runt Tonalapa växer i huvudsak blandskog.